# Tang Hui-Ting
Tang Hui-Ting es una deportista taiwanesa que compitió en taekwondo. Ganó una medalla de bronce en el Campeonato Mundial de Taekwondo de 1987 y una medalla de oro en el Campeonato Asiático de Taekwondo de 1986.

## Palmarés internacional
| Representando a China Taipéi |                    |                   |           |
| Campeonato Mundial           |                    |                   |           |
| Año                          | Lugar              | Medalla           | Categoría |
| 1987                         | Barcelona (España) | Medalla de bronce | –65 kg    |
| Campeonato Asiático          |                    |                   |           |
| Año                          | Lugar              | Medalla           | Categoría |
| 1986                         | Darwin (Australia) | Medalla de oro    | –60 kg    |